# John Allen (ingeniero)
John Edward Allen (Devonport, 6 de diciembre de 1928) es un ingeniero y físico de plasma británico. En particular, ha contribuido directamente a experimentos internacionales con plasma polvoriento en el espacio en condiciones de microgravedad.

## Primeros años
Obtuvo los títulos de licenciatura en ingeniería (1949), doctorado en filosofía (1953) y doctorado en ingeniería (1963) por la Universidad de Liverpool. Su investigación incluyó experimentos con descargas de chispas de alta corriente que involucraban corrientes de hasta 265 kA, la más alta en cualquier laboratorio en ese momento. También obtuvo una maestría en artes (1964) por la Universidad de Cambridge, una maestría en artes (1965) y un doctorado en ciencias (1975) por la Universidad de Oxford.

## Carrera
Entre 1952 y 1958, fue oficial científico y luego oficial científico superior en el Establecimiento de Investigación de Energía Atómica (AERE, Harwell). De 1958 a 1964, fue consultor y laboratorio de la Comisión Nacional de Energía Nuclear de Brasil (CNEN) y profesor en la Universidad de Roma en Italia. Durante 1964 y 1965, fue subdirector de investigación en la Universidad de Cambridge por invitación del ingeniero W. R. Hawthorne. Pasó la mayor parte de su carrera como miembro del University College de Oxford durante 31 años. Fue lector y luego profesor emérito de ingeniería física desde 1996 en el Departamento de Ciencias de la Ingeniería de Oxford, cuando se convirtió en miembro emérito del University College. En 1991, fue editor del libro Gas Discharge Physics con el físico teórico Yuri Raizer. También ha sido profesor visitante de física en el Imperial College de Londres.

## Premios y honores
Es miembro del Instituto de Física (IoP), la antigua Institución de Ingenieros Eléctricos (IEE, ahora parte de la Institución de Ingeniería y Tecnología) y la Sociedad Estadounidense de Física (APS). También es miembro de la Sociedad Nuclear y de Plasma del Instituto de Ingenieros Eléctricos y Electrónicos (IEEE). En 2013, se publicó un número especial de la Revista de Física D: Física Aplicada en honor a su 75 cumpleaños. En 1998, recibió la Medalla IEE por logros en ciencia, educación y tecnología. También recibió el Premio al Científico Distinguido de la Conferencia Temática Internacional sobre Ciencia del Plasma.